# Rhyton

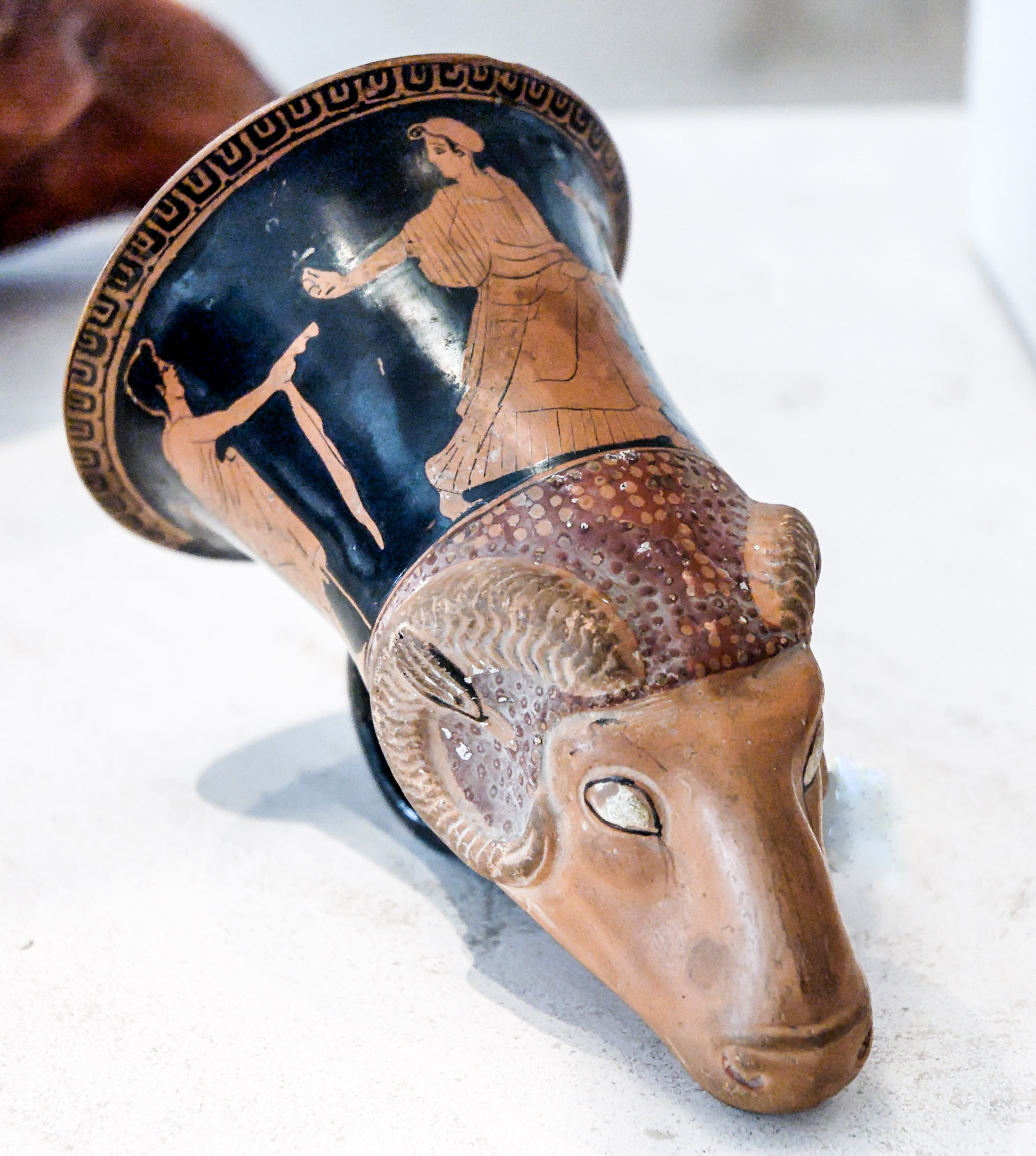
Attický červenofigurový rhyton s beraní hlavou - 470 - 460 př. n. l.

Rhyton (z řečtiny ῥυτόν, plurál rhyta) je starověký picí roh.
Jeho výskyt se datuje již od doby bronzové, přičemž existoval v keramické i kovové (zlaté nebo stříbrné) podobě. Zpočátku byl používán především k rituální úlitbě (oběti vína odlitím na zem). 
Jeho nejstarší nálezy pocházejí z paláce Knóssu a jsou datovány kolem roku 1500 př. n. l.
Ve starověkém Řecku míval na spodní straně (na hlavě) otvor, který se při naplňování zakrýval prstem a při pití odkrýval. V některých případech byla k dispozici záklopka.  Ve vázovém malířství je se rhytem často zobrazován bůh vína Dionýsos.